# Museo dell'Antico Oriente
Il Museo dell'Antico Oriente (in turco Eski Şark Eserleri Müzesi) è un museo di Istanbul e fa parte del gruppo dei Musei Archeologici di Istanbul, situato proprio di fronte all'edificio principale del Museo Archeologico. Il museo è ospitato nell'antico Collegio di Belle Arti (Sanâyi-i Nefîse Mektebi), commissionato da Osman Hamdi Bey nel 1883 ed è stato istituito nel 1935.

## Collezioni

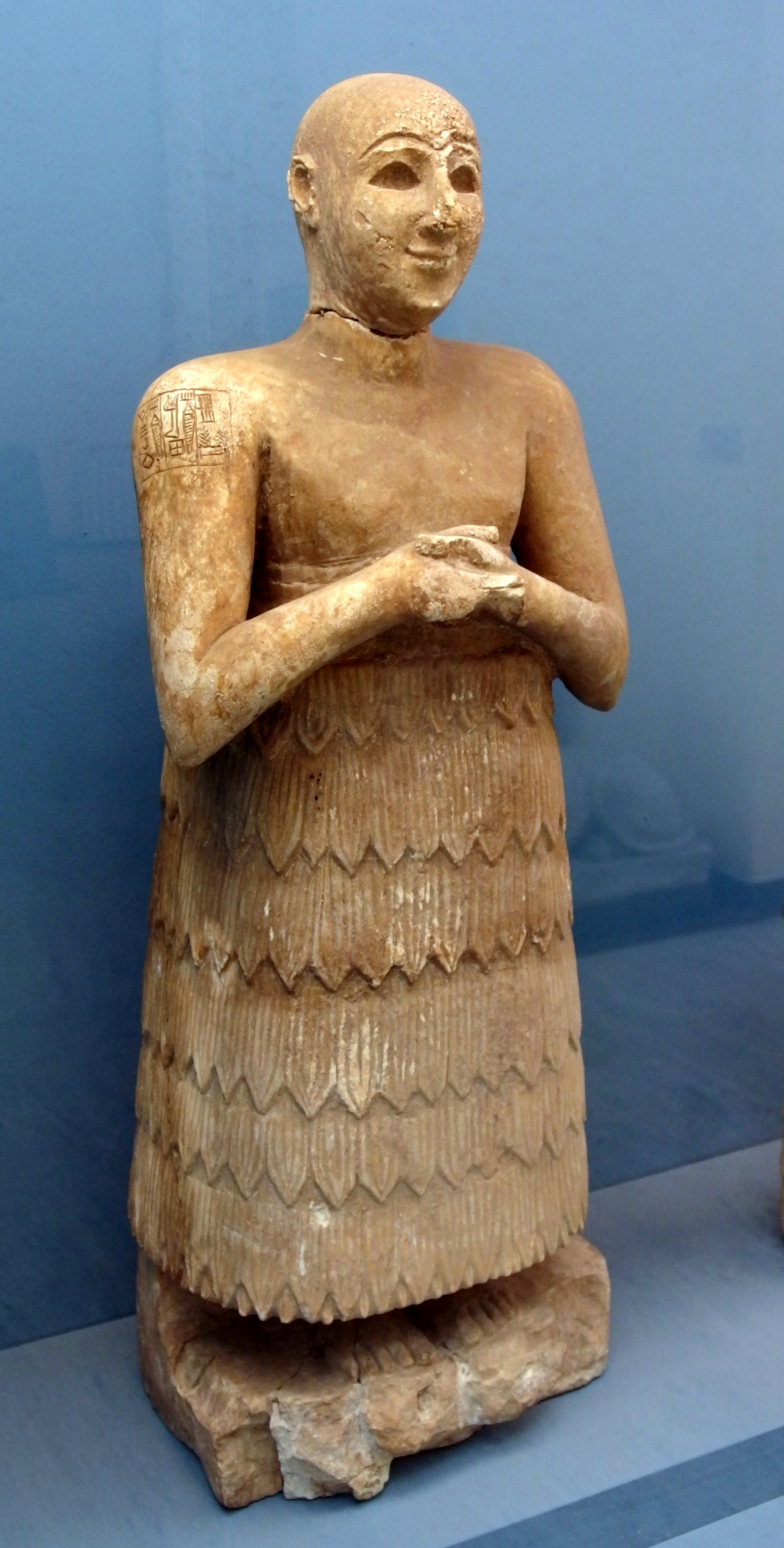
Statua di Lugal-dalu
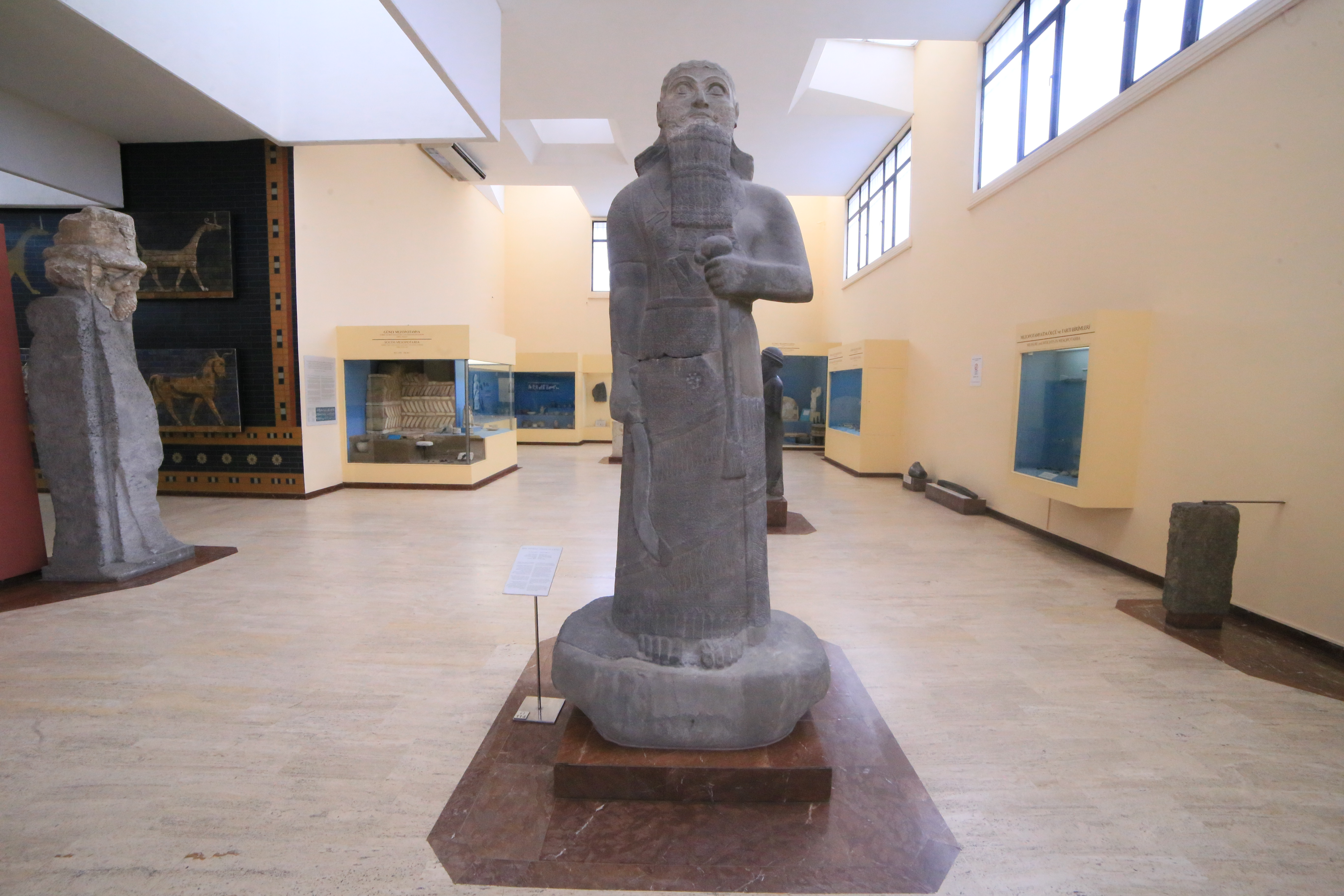
Statua di Salman-esser III
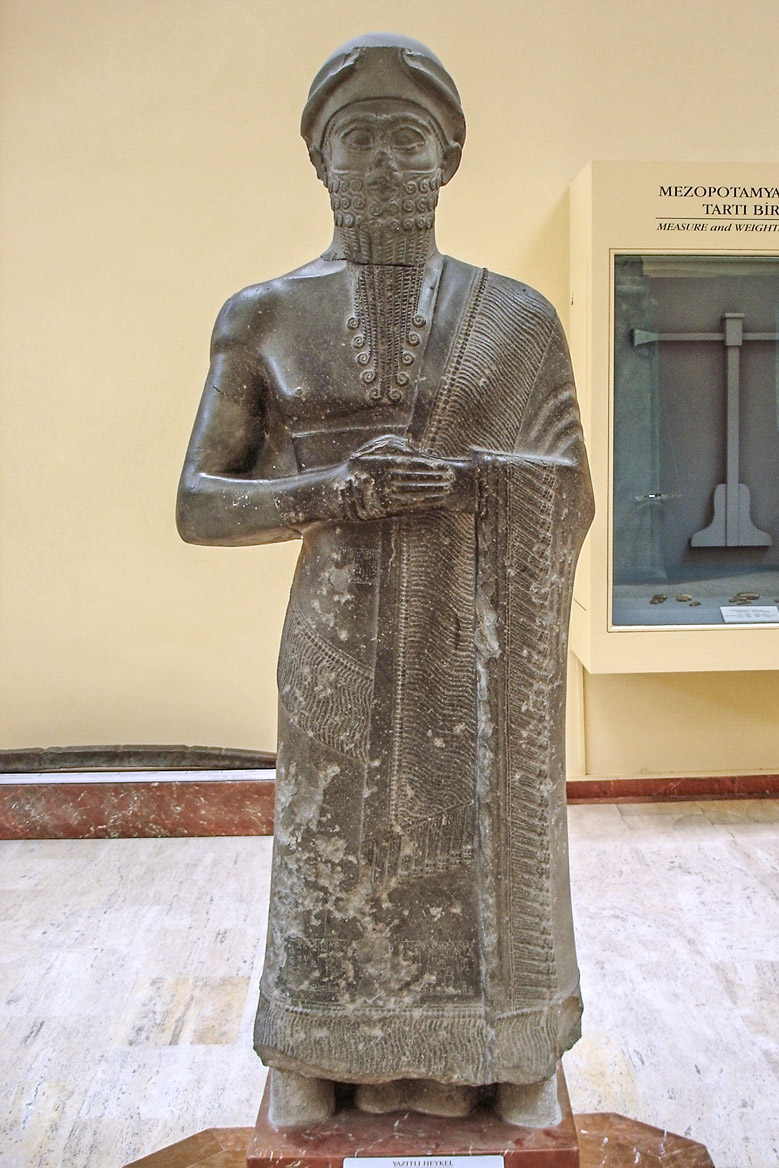
Statua di Puzur-Ishtar
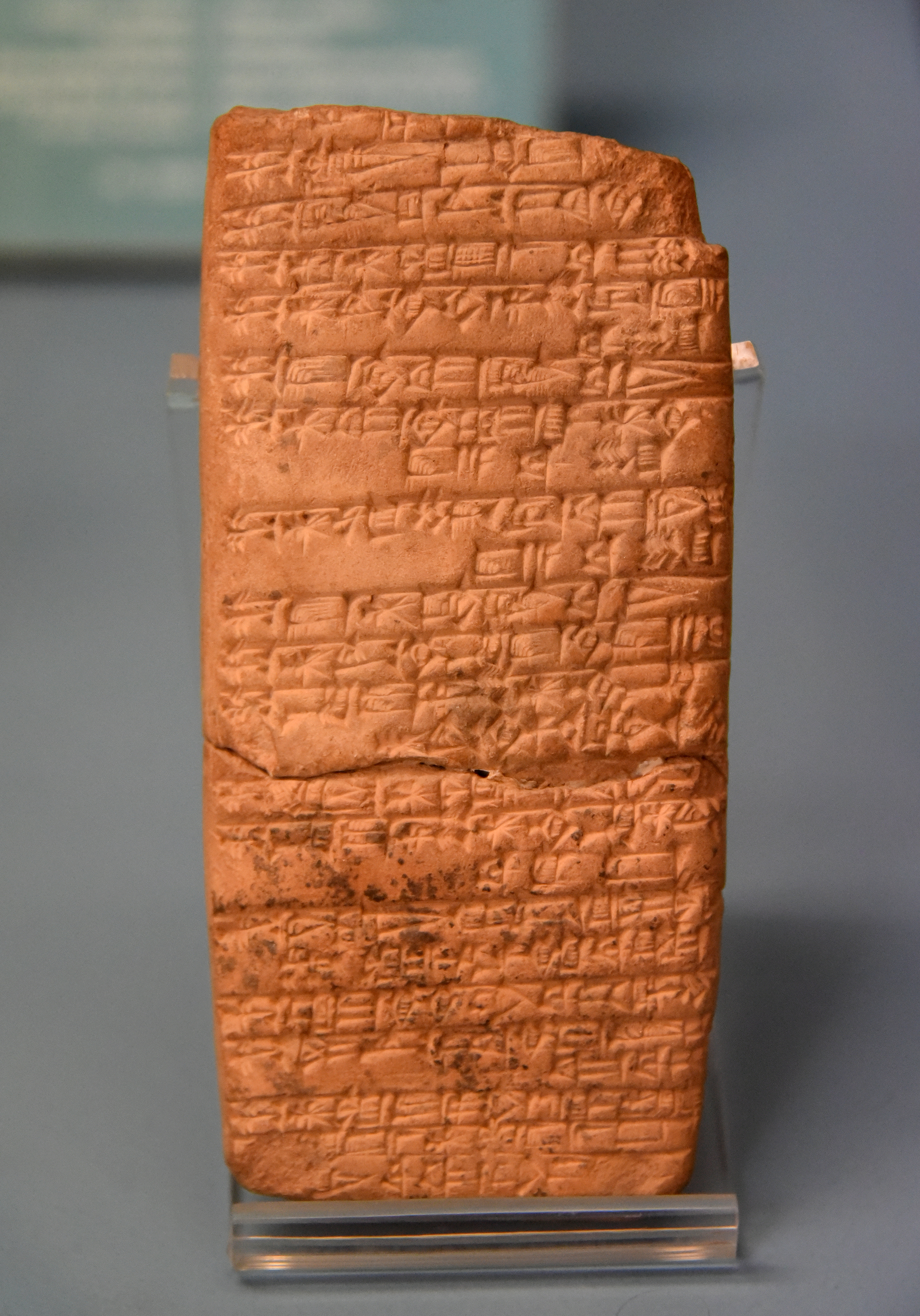
Nomi degli anni di Shulgi.